# Церковь Благовещения Пресвятой Богородицы (Клин-Бельдин)
Церковь Благовещения Пресвятой Богородицы — храм Русской православной церкви в деревне Клин-Бельдин Московской области.

## История
Деревянная Благовещенская церковь в селе Бельдино существовала с XVI века (упоминается в приправочной книге 1616 года). В 1730 году церковь сгорела, и в 1731 году была построена новая деревянная церковь с тем же наименованием, освященная в 1732 году архимандритом Солотчинского монастыря Аркадием. После того, как от пожара в 1795 году погиб и этот храм, в 1796 году была построена новая, также деревянная церковь в духе провинциализма. В состав прихода, кроме села Бельдино, входили: деревня Клин, Городище, Волохово, Лучконцы и Филипповичи.
В 1904—1907 годах на средства прихожан была выстроена существующая ныне кирпичная церковь в русском стиле с высокой колокольней. Кроме центрального Благовещенского престола, в храме имеются два боковых придела: Покровский и Никольский. Постепенно после постройки каменной, в 1910—1920 годах, была разобрана деревянная церковь. Новый храм пережил Октябрьскую революцию и годы советского гонения на церковь, но всё равно был закрыт в 1961 году и использовался как склад для сельскохозяйственных удобрений.
В 1991 году в Клин-Бельдине была создана община и храм был возвращён верующим. В сохранившейся церкви уцелела бо́льшая часть настенных фресок. В 2007 году началось восстановление храма — была отреставрирована кровля, изготовлены новые купола; 4 ноября этого же года освящены новые кресты. Восстановительные работы продолжаются по настоящее время.